# Skabarowszczyzna
Skabarowszczyzna (ukr. Скабарівщина) – wieś na Ukrainie w rejonie łuckim obwodu wołyńskiego.
Do 2020 w rejonie horochowskim. 